# Kríže
Kríže (ungarisch Kiskereszt – bis 1907 Krizse) ist eine Gemeinde im Osten der Slowakei mit 56 Einwohnern (Stand 31. Dezember 2024). Sie gehört zum Okres Bardejov, einem Kreis des Prešovský kraj, und wird zur traditionellen Landschaft Šariš gezählt.

## Geographie

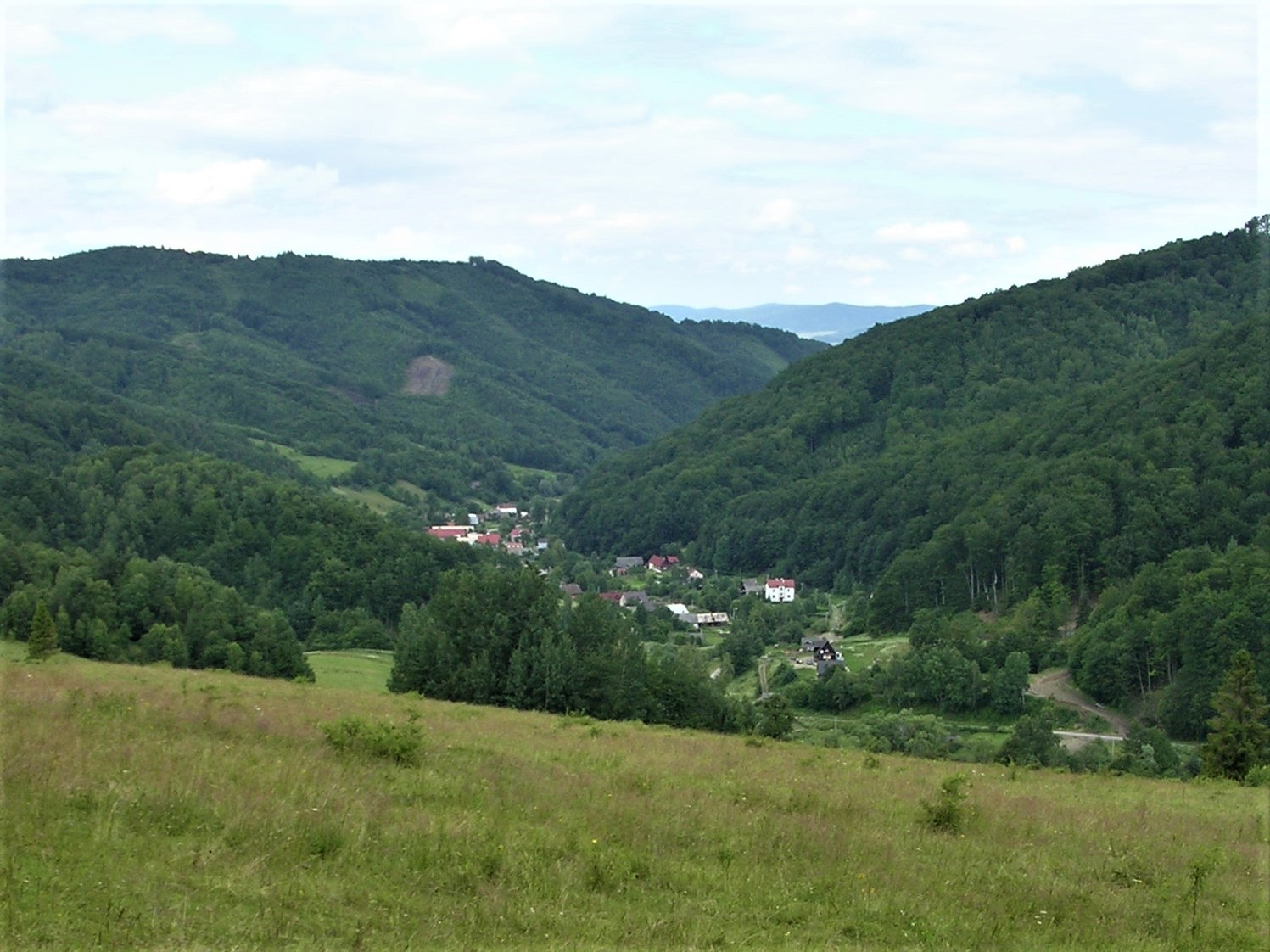
Blick auf Kríže

Die Gemeinde befindet sich am nordöstlichen Hang des Čergov-Gebirges im Tal des Baches Slatvinec (auch Solotvinec) im Einzugsgebiet der Topľa. Das Ortszentrum liegt auf einer Höhe von 560 m n.m. und ist 22 Kilometer von Bardejov entfernt (Straßenentfernung).
Nachbargemeinden sind Bogliarka im Norden, Richvald im Osten, Hervartov, Šiba und Hertník im Südosten, Olejníkov im Süden und Südwesten und Livov im Westen.

## Geschichte
Kríže wurde zum ersten Mal 1635 als Kriso schriftlich erwähnt und war damals eine nicht besteuerte Siedlung in der Herrschaft von Nikolaus Forgách.
1787 hatte die Ortschaft 29 Häuser und 249 Einwohner, 1828 zählte man 61 Häuser und 478 Einwohner, die als Bretthändler, Landwirte und Waldarbeiter beschäftigt waren. Die riesigen Wälder waren im 19. Jahrhundert Gut des Grafen Anhalt.
Bis 1918 gehörte der im Komitat Sáros liegende Ort zum Königreich Ungarn und kam danach zur Tschechoslowakei beziehungsweise heute Slowakei. In der ersten tschechoslowakischen Republik waren die Einwohner als Waldarbeiter tätig, es gab jedoch auch starke Auswanderung. 1944 war das Dorf mit der Umgebung eines der Zentren der slowakischen Partisanenbewegung. Nach dem Zweiten Weltkrieg pendelte ein Teil der Einwohner zur Arbeit in Industriebetriebe in Bardejov und Kružlovská Huta, privat agierende Landwirte betreuten landwirtschaftliche Flächen.

## Bevölkerung
| Jahr                | 1994 | 2004     | 2014    | 2024     |
| ------------------- | ---- | -------- | ------- | -------- |
| Anzahl der Personen | 64   | 79       | 74      | 56       |
| Unterschied         |      | +23,43 % | −6,32 % | −24,32 % |

| Jahr                | 2023 | 2024    |
| ------------------- | ---- | ------- |
| Anzahl der Personen | 62   | 56      |
| Unterschied         |      | −9,67 % |

Nach der Volkszählung 2011 wohnten in Kríže 77 Einwohner, davon 73 Slowaken, zwei Russinen sowie jeweils ein Tscheche und Ukrainer.
62 Einwohner bekannten sich zur griechisch-katholischen Kirche und 14 Einwohner zur römisch-katholischen Kirche. Bei einem Einwohner wurde die Konfession nicht ermittelt.

## Bauwerke
- griechisch-katholisch Kirche der Allheiligen Gottesgebärerin im spätklassizistischen Stil aus dem Jahr 1852[6]
- Kapelle im klassizistischen Stil aus dem Jahr 1822
- SNP-Denkmal

## Verkehr
Nach Kríže führt nur die Straße 3. Ordnung 3499 von Kružlov heraus.